# Wahlen in Wien
Wahlen in Wien werden regelmäßig alle fünf Jahre abgehalten, um den Gemeinderat sowie die Bezirksvertretungen der 23 Wiener Gemeindebezirke zu wählen. Weitere regelmäßige Wahlen, die in ganz Österreich und somit auch in Wien abgehalten werden, sind die Nationalratswahl, die Bundespräsidentenwahl (siehe Bundespräsidentenwahlgesetz) und die Wahl zum Europäischen Parlament (Europawahl).

## Gemeinderats- und Bezirksvertretungswahl
Der Wiener Gemeinderat, der aufgrund der Doppelfunktion Wiens als Gemeinde und Bundesland zugleich Landtag ist, wird gemeinsam mit den Bezirksvertretungen der Wiener Gemeindebezirke gewählt.
Die Gemeinderats- und Bezirksvertretungswahlen werden auf Grundlage der Bestimmungen der Wiener Stadtverfassung und der Wiener Gemeindewahlordnung durchgeführt.

### Wahlberechtigte
Gem. Art. 95 B-VG werden die Landtage auf Grund des gleichen, unmittelbaren, persönlichen, freien und geheimen Wahlrechtes der nach den Landtagswahlordnungen wahlberechtigten männlichen und weiblichen Landesbürger nach den Grundsätzen der Verhältniswahl gewählt. 

Aktiv wahlberechtigt sind alle Männer und Frauen, die am Wahltag das 16. Lebensjahr vollendet haben und am in der Wahlausschreibung bestimmten Stichtag
1. die österreichische Staatsbürgerschaft besitzen,
2. vom Wahlrecht nicht ausgeschlossen sind und
3. im Gemeindegebiet von Wien ihren Hauptwohnsitz haben.

Da der Wiener Gemeinderat auch als Gesetzgeber fungiert, sind Unionsbürger anderer Mitgliedstaaten für diesen nicht wahlberechtigt.
Passiv wahlberechtigt (wählbar) sind alle Männer und Frauen, die am Wahltag das 18. Lebensjahr vollendet haben und die übrigen Bedingungen für die aktive Wahlberechtigung erfüllen. Bei der Wahl zur Bezirksvertretung sind neben den Wahlberechtigten zum Gemeinderat zusätzlich alle Unionsbürger wahlberechtigt, die die übrigen Bedingungen zur Wahlberechtigung für den Gemeinderat erfüllen.

### Wahlverfahren

#### Wahlausschreibung
Die Wahl der Mitglieder des Gemeinderates und der Bezirksvertretungen wird vom Bürgermeister durch Verlautbarung im Amtsblatt der Stadt Wien ausgeschrieben (Wahlausschreibung). Die Wahlausschreibung hat den Tag der Wahl (Wahltag), der ein Sonntag oder ein öffentlicher Ruhetag sein muss, und die Zahl der in jedem Wahlkreis zu wählenden Mitglieder des Gemeinderates und die Zahl der in jedem Gemeindebezirk zu wählenden Mitglieder der Bezirksvertretungen zu enthalten. Weiters wird in der Wahlausschreibung der Stichtag bestimmt.

#### Wahlbehörden
Das Gemeindegebiet wird für die Gemeinderatswahl in 17 Wahlkreise aufgeteilt. Diese Wahlkreise sind:
- Wahlkreis Zentrum – 1., 4., 5. und 6. Bezirk
- Wahlkreis Innen-West – 7., 8. und 9. Bezirk
- Wahlkreis Leopoldstadt – 2. Bezirk
- Wahlkreis Landstraße – 3. Bezirk
- Wahlkreis Favoriten – 10. Bezirk
- Wahlkreis Simmering – 11. Bezirk
- Wahlkreis Meidling – 12. Bezirk
- Wahlkreis Hietzing – 13. Bezirk
- Wahlkreis Penzing – 14. Bezirk
- Wahlkreis Rudolfsheim-Fünfhaus – 15. Bezirk
- Wahlkreis Ottakring – 16. Bezirk
- Wahlkreis Nord-West – 17. und 18. Bezirk
- Wahlkreis Döbling – 19. Bezirk
- Wahlkreis Brigittenau – 20. Bezirk
- Wahlkreis Floridsdorf – 21. Bezirk
- Wahlkreis Donaustadt – 22. Bezirk
- Wahlkreis Liesing – 23. Bezirk

Jeder Gemeindebezirk wird zusätzlich in Wahlsprengel eingeteilt.
Für jeden Wahlsprengel wird eine Sprengelwahlbehörde, für jeden Gemeindebezirk eine Bezirkswahlbehörde und für das ganze Stadtgebiet die Stadtwahlbehörde eingesetzt.
Die Stadtwahlbehörde besteht aus dem Bürgermeister oder einem von ihm zu bestellenden ständigen Vertreter als Vorsitzendem und Stadtwahlleiter sowie aus neun Beisitzern.
Die Bezirkswahlbehörde besteht aus dem Leiter des magistratischen Bezirksamtes als Vorsitzendem und Bezirkswahlleiter sowie aus neun Beisitzern.
Die Sprengelwahlbehörde besteht aus dem vom Bürgermeister zu bestellenden Vorsitzenden als Sprengelwahlleiter und aus drei Beisitzern.
Die Beisitzer und Ersatzbeisitzer der Stadtwahlbehörde und der Bezirkswahlbehörden werden vom Bürgermeister, die der Sprengelwahlbehörden von der Bezirkswahlbehörde berufen. Sie werden auf Grund der Vorschläge der Parteien verhältnismäßig nach den bei der letzten Wahl des Gemeinderates auf die einzelnen Parteien im ganzen Gemeindegebiet entfallenen Stimmen aufgeteilt. Eine Partei, die aufgrund dieser Aufteilung keine Beisitzer stellen kann, kann, wenn sie im Gemeinderat mit zumindest drei Mitgliedern vertreten ist, in jede Wahlbehörde maximal zwei Vertrauenspersonen entsenden. Jede Partei, die mit weniger als drei oder gar keinen Mitgliedern im Gemeinderat vertreten ist, kann maximal zwei Vertrauenspersonen in jede Bezirkswahlbehörde und in die Stadtwahlbehörde entsenden, nicht jedoch in die Sprengelwahlbehörden. Die Vertrauenspersonen nehmen an den Verhandlungen der Wahlbehörde ohne Stimmrecht teil. 

Für den Wahlkreis Zentrum übernimmt die Bezirkswahlbehörde für den 5. Bezirk Aufgaben wie die Entgegennahme der Wahlvorschläge, die Überprüfung, ob genügend Unterstützungserklärungen abgegeben wurden, ob die Wahlwerber passiv wahlberechtigt sind, die Bestimmung der Wahlzahl für die Verteilung der Gemeinderatsmandate und das Verzeichnen des Wahlergebnisses des ersten Ermittlungsverfahrens in einer Niederschrift. Die Bezirkswahlbehörde für den 9. Bezirk übernimmt diese Aufgaben für den Wahlkreis Innen-West.

#### Stimmabgabe

##### Wahllokal
Für jeden Wahlsprengel existiert ein Wahllokal. Jedes Wahllokal ist mit mindestens einer Wahlzelle ausgestattet, die ein unbeobachtetes Ausfüllen des Stimmzettels ermöglicht. 

Der Wähler weist seine Identität nach und erhält, sofern er im Wählerverzeichnis des Wahlsprengels eingetragen ist, ein Wahlkuvert und je einen amtlichen Stimmzettel für die Wahl in den Gemeinderat und für die Wahl in die Bezirksvertretung. Nicht österreichische Unionsbürger erhalten nur einen Stimmzettel für die Wahl in die Bezirksvertretung. Das Ausfüllen der Stimmzettel und das Einlegen der Stimmzettel in das Wahlkuvert erfolgt in der Wahlzelle. 

Die Wahlzelle darf prinzipiell jeweils nur von einer Person betreten werden. Behinderte Wähler können sich allerdings von einer Person ihres Vertrauens in die Wahlzelle begleiten lassen.

##### Wahlkarte
Wahlberechtigte, die voraussichtlich am Wahltag verhindert sein werden, ihre Stimme vor der zuständigen Wahlbehörde abzugeben, können sich eine Wahlkarte ausstellen lassen. In jedem Gemeindebezirk gibt es mindestens ein Wahllokal, das Wahlkarten entgegennimmt.

##### Briefwahl
Wähler, die sich eine Wahlkarte ausstellen haben lassen, können ihre Stimme auch mittels Briefwahl abgeben. Dazu muss der Wähler auf der Wahlkarte durch eigenhändige Unterschrift eidesstattlich erklären, dass er den amtlichen Stimmzettel persönlich, unbeobachtet, unbeeinflusst und vor Schließen des letzten Wahllokals ausgefüllt hat. Die Wahlkarte muss spätestens am Wahltag um 17 Uhr bei der Wahlbehörde einlagen.

#### Ermittlungsverfahren

##### Bezirksvertretungswahl
Die Mandate der Bezirksvertretungen werden den wahlwerbenden Parteien nach dem d’Hondt’schen Verfahren in einem Ermittlungsverfahren zugeteilt.

##### Gemeinderatswahl
Die Zuweisung der Mandate des Gemeinderats erfolgt in zwei Ermittlungsverfahren.

Das erste Ermittlungsverfahren erfolgt auf Wahlkreisebene. Gem § 11 Wiener Stadtverfassung wird die Anzahl der pro Wahlkreis zu vergebenden Mandate auf Grundlage der Anzahl der österreichischen Staatsbürger mit Hauptwohnsitz in den entsprechenden Wahlkreisen mit Hilfe des D’Hondt-Verfahrens ermittelt. Bei der Gemeinderatswahl 2015 waren dementsprechend im einwohnerstärksten Wahlkreis Donaustadt von den insgesamt 100 Mandaten 11 Mandate zu vergeben, in den einwohnerschwächsten Wahlkreisen Hernals, Hietzing, Rudolfsheim-Fünfhaus und Währing nur je 3 Mandate.
Erstes Ermittlungsverfahren
Von der zuständigen Bezirkswahlbehörde wird eine Wahlzahl bestimmt: Die Summe der gültigen im Wahlkreis abgegebenen Stimmen wird durch die um 0,5 (bis 19. April 2016: eins) erhöhte Anzahl an zu vergebenden Mandaten geteilt. Das Ergebnis ist auf die nächstfolgende ganze Zahl aufzurunden. Jede Partei erhält so viele Mandate, wie die Wahlzahl in ihrer Parteisumme enthalten ist. Mandate, die auf diese Weise nicht vergeben werden (Restmandate), werden im zweiten Ermittlungsverfahren auf Grundlage der Summe jener Parteistimmen, die für die Zuteilung eines Mandats im ersten Ermittlungsverfahren nicht ausgereicht haben (Reststimmen), von der Stadtwahlbehörde vergeben.
Zweites Ermittlungsverfahren
Am zweiten Ermittlungsverfahren nehmen nur jene Parteien teil, die im ersten Ermittlungsverfahren zumindest ein Mandat (Grundmandat) oder im gesamten Gemeindegebiet zumindest 5 % der gültigen abgegebenen Stimmen erhalten haben (Sperrklausel). In diesem Verfahren werden die Restmandate auf die verbleibenden Parteien aufgeteilt. Dabei wird zuerst die Wahlzahl ermittelt, in dem – ähnlich dem D’Hondt-Verfahren – eine Reihe aus Reststimmen gebildet wird, die durch 1, 2, 3 usw. dividiert werden. Diese Reihe wird sortiert und die Zahl, die an der Anzahl der zu vergebenden Mandate entsprechenden Stelle steht, als Wahlzahl genommen. Alle Parteien bekommen so viele Mandate, wie die Wahlzahl in die Reststimmen passt. Sollte ein Mandat unbesetzt bleiben oder mehrere Parteien Anspruch auf ein Mandat haben, entscheidet das Los.
Stimmenstarke Parteien erhalten mehr Mandate im ersten Ermittlungsverfahren, während die im zweiten Ermittlungsverfahren alle Parteien die mehr als 5 % erreicht haben etwa gleich viele Mandate erhalten. Die Mandate im ersten Ermittlungsverfahren sind jedoch billiger, da bei der Wahlzahlberechnung die Mandatszahl in jedem Wahlkreis um 1 erhöht wird. Es wird also so gerechnet, wie  es insgesamt 118 statt 100 Mandate geben würde, was dazu führt, dass ein Mandat im Mittel etwa 15 % weniger Stimmen kostet. Bei der Gemeinderatswahl 2015 wurden 70 Mandate im ersten Ermittlungsverfahren vergeben, welche  im Mittel etwa 7082 Stimmen kostete, und 30 Mandate im zweiten Ermittlungsverfahren, welche im Mittel etwa 10.579 Stimmen kostete.

### Amtsdauer
Sowohl Gemeinderat als auch die Bezirksvertretungen werden für fünf Jahre gewählt. Im Falle einer Neuwahl des Gemeinderates vor Ablauf seiner Amtsdauer werden auch die Bezirksvertretungen neu gewählt. Wird eine Bezirksvertretung aufgelöst, erfolgt deren Neuwahl nur für die verbleibende Amtsdauer des Gemeinderats.

### Vergangene Wahlergebnisse
Die bisher letzte Gemeinderats- und Bezirksvertretungswahl fand am 27. April 2025 statt.
Die Ergebnisse vergangener Gemeinderats- und Bezirksvertretungswahlen werden im Artikel Ergebnisse der Kommunalwahlen in Wien dargestellt.

## Wahl des Stadtsenates, der auch als Landesregierung fungiert
Die Mitglieder des Stadtsenates, der gleichzeitig auch Landesregierung ist, werden vom Gemeinderat gewählt und heißen Stadträte. Dabei haben die im Gemeinderat vertretenen Parteien Anspruch auf verhältnismäßige Vertretung im Stadtsenat (Proporz). Zwei der Stadträte werden vom Gemeinderat in einem gesonderten Wahlgang als Vizebürgermeister gewählt, wobei ein Vizebürgermeister von der stärksten Partei des Gemeinderats vorzuschlagen ist. Der zweite Vizebürgermeister ist von der zweitstärksten Partei vorzuschlagen, wenn diese zumindest ein Drittel der Gemeinderatsmandate (= 34) innehat.
Zudem wählt der Gemeinderat für jede Verwaltungsgruppe einen Stadtrat, der hinsichtlich des eigenen Wirkungsbereiches die Geschäftsgruppe des Magistrats zu leiten hat („amtsführender Stadtrat“). Hat, wie in Wien seit 1919 oft der Fall, die Mehrheitspartei im Gemeinderat die absolute Mehrheit, kann sie ohne Koalition regieren und den Stadträten anderer Fraktionen daher, wenn eine Koalition nicht zustande kommt, keine Amtsführung (keine Ressorts) zuteilen. Diese Mandatare werden verfassungsmäßig einfach Stadträte genannt, in der Publizistik zur Unterscheidung von amtsführenden auch nicht amtsführende oder kontrollierende Stadträte.
Der Bürgermeister, der zugleich Landeshauptmann und somit Vorsitzender der Landesregierung ist, wird ebenfalls vom Gemeinderat mit unbedingter Mehrheit der abgegebenen gültigen Stimmen gewählt.

## Nationalratswahl
Die Wahlen zum Nationalrat werden im gesamten Bundesgebiet durchgeführt, da der Nationalrat, anders als der Bundesrat, dessen Mitglieder von den zu verschiedenen Zeiten neu gewählten Landtagen entsandt werden, stets komplett neu gewählt wird. Wien bildet hierbei einen der neun Landeswahlkreise und ist in sieben Regionalwahlkreise unterteilt.

Die Regionalwahlkreise sind:
- Wien Innen-Süd (Landstraße, Wieden, Margareten)
- Wien Innen-West (Innere Stadt, Mariahilf, Neubau, Josefstadt, Alsergrund)
- Wien Innen-Ost (Leopoldstadt, Brigittenau)
- Wien Süd (Favoriten, Simmering, Meidling)
- Wien Süd-West (Hietzing, Penzing, Rudolfsheim-Fünfhaus, Liesing)
- Wien Nord-West (Ottakring, Hernals, Währing, Döbling)
- Wien Nord (Floridsdorf, Donaustadt)

1923, 1927, 1945 und 1949 haben Nationalratswahl und Wiener Gemeinderatswahl am gleichen Tag stattgefunden.

## Bundespräsidentenwahl
Auch die Wahl zum Bundespräsidenten wird in ganz Österreich durchgeführt.
Das Land Wien bildet auch hier einen der neun Landeswahlkreise. Jeder Gemeindebezirk ist ein eigener Stimmbezirk.
Nachdem bei der Wahl zum Bundespräsidenten aber keine Mandate vergeben werden, sondern ein monokratisches Organ gewählt wird, kommt es für den Ausgang der Wahl, anders als bei der Gemeinderats- oder der Nationalratswahl nicht auf die Untergliederung der Wahlkreise an.

## Europawahl
Bei der Wahl der österreichischen Vertreter zum Europaparlament bildet ganz Österreich einen Wahlkreis.